# Bodil Mårtensson (dramatiker)
Bodil Elisabeth Mårtensson, född 14 oktober 1944 i Landskrona, är en svensk regissör, manusförfattare, skådespelare och teaterpedagog.

## Biografi
Mårtensson bodde under en stor del av sin barndom i övre Norrland, men återvände till Skåne och gick på gymnasium i Landskrona. Hon studerade därefter vid Lunds universitet och spelade samtidigt teater. På teatern träffade hon Christer Dahl som hon senare skulle komma att samarbeta med. 1968–1971 studerade hon vid Scenskolan i Stockholm. Hon kom därefter att verka i olika fria teatergrupper, Norrbottensteatern och Riksteaterns skolteater.
Hon filmdebuterade 1970 i Dahls TV-film Belgrove Hotel, Goodbye. 1974–1982 ingick hon i skaparkollektivet Kennet Ahl tillsammans med bland andra Anders Lönnbro, Christer Dahl och Lasse Strömstedt. Inom kollektivet kom hon att verka som medmanusförfattare och skådespelare i filmerna Lasse liten (1974), Det löser sig (1976), Lyftet (1978), Skrotsemestern (1979) och Sista budet (1981). Under 1970-talet medverkade hon även som skådespelare i kortfilmen Fem dagar i Falköping (1975), Långt borta och nära (1976) och Jag är Maria (1979). 
Efter att Ahl-kollektivet hade upplösts började Mårtensson regissera själv. Hon har dock redan 1967 regisserat kortfilmen En patron för Maria Kant, men debuterade som långfilmsregissör 1988 med TV-filmen Nya tider efter manus av henne själv och Anders Lönnbro. Därefter följde kortfilmerna Mother Earth (1989), Hon & han (1993) och Bäst att vi gifter oss (1995). Hon har även varit regissör vid olika länsteatrar som Riksteatern, Norrbottensteatern, Teater Terrier i Malmö och Backa Teater i Göteborg. Mellan 1999 och 2003 var hon också konstnärlig ledare för Nya Skånska teatern. samt undervisat vid Fotohögskolan i Göteborg.
2019 tilldelades Mårtensson Christinapriset som delas ut till hängivna konstnärskap av Kulturföreningen Christinas Wänner. 
Hon var tidigare gift med Anders Lönnbro och har med honom sonen Harald Lönnbro.

## Filmografi
Manus
- 1974 – Lasse liten
- 1976 – Det löser sig
- 1978 – Lyftet
- 1981 – Sista budet
- 1988 – Nya tider
- 1989 – Mother Earth
- 1995 – Bäst att vi gifter oss

Producent
- 1975 – Kompisarna (TV-serie)

Regi
- 1967 – En patron för Maria Kant
- 1988 – Nya tider
- 1989 – Mother Earth
- 1993 – Hon % han
- 1995 – Bäst att vi gifter oss

Roller
- 1970 – Belgrove Hotel, Goodbye
- 1974 – Idolen - Hur man lurar barn
- 1975 – Fem dagar i Falköping
- 1976 – Det löser sig
- 1976 – Långt borta och nära
- 1978 – Lyftet
- 1979 – Jag är Maria
- 1979 – Skrotsemestern (TV-serie)
- 1981 – Sista budet
- 1991 – Svidande affärer
- 2002 – Suxxess
- 2012 – Sjunga slutet nu
- 2014 – The Sweet Sweetness of Success
- 2021 – Tunna blå linjen (TV-serie)